# Funiculaire Ōyama
Le funiculaire Ōyama (大山ケーブルカー, Ōyama Kēburukā) est un funiculaire situé sur les pentes du mont Ōyama à Isehara, dans la préfecture de Kanagawa au Japon. Il est exploité par la compagnie Oyama Kanko Dentetsu, une filiale d'Odakyu.

## Description

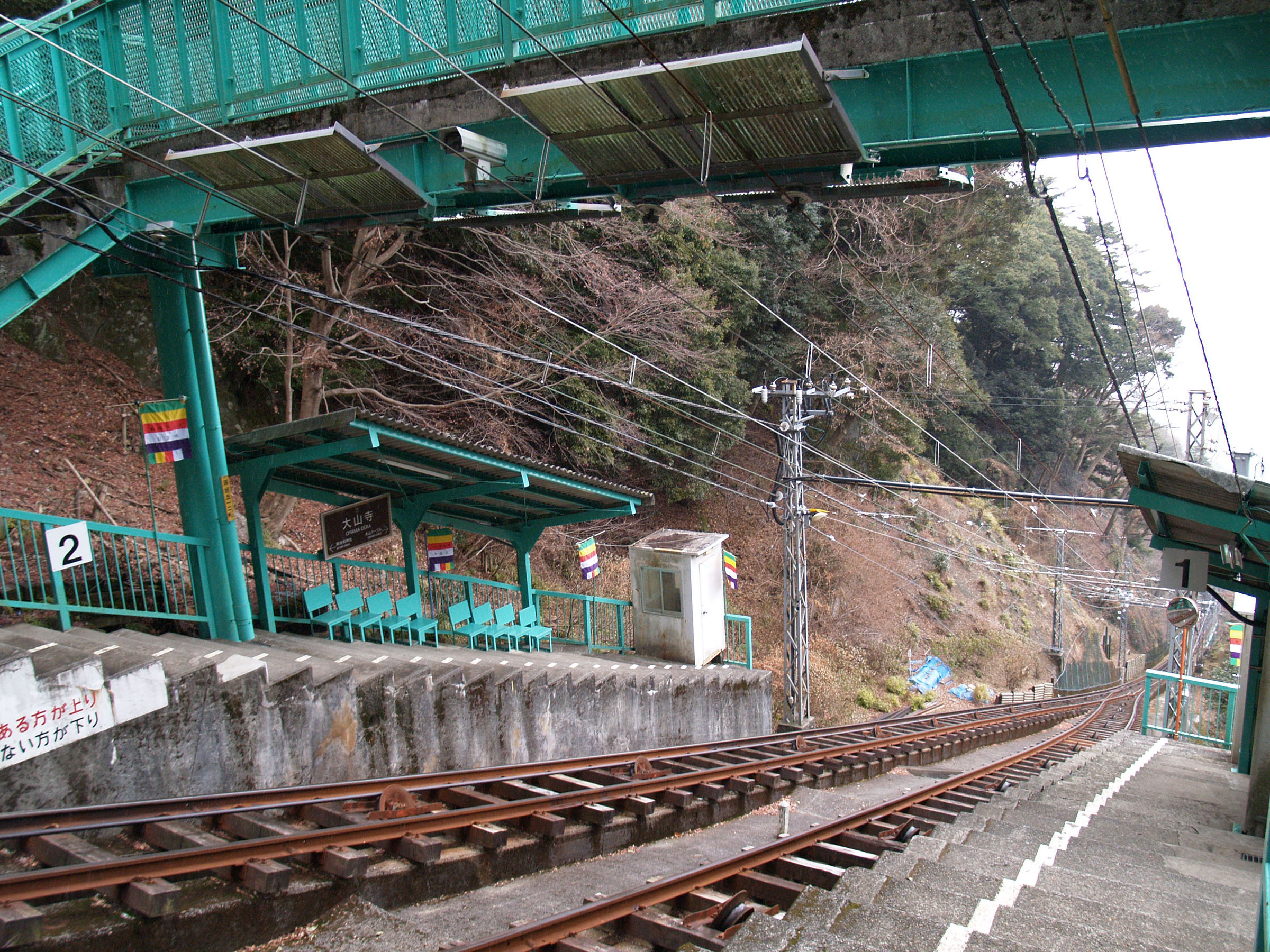
La gare d'Ōyama-dera est située au niveau de l'évitement.

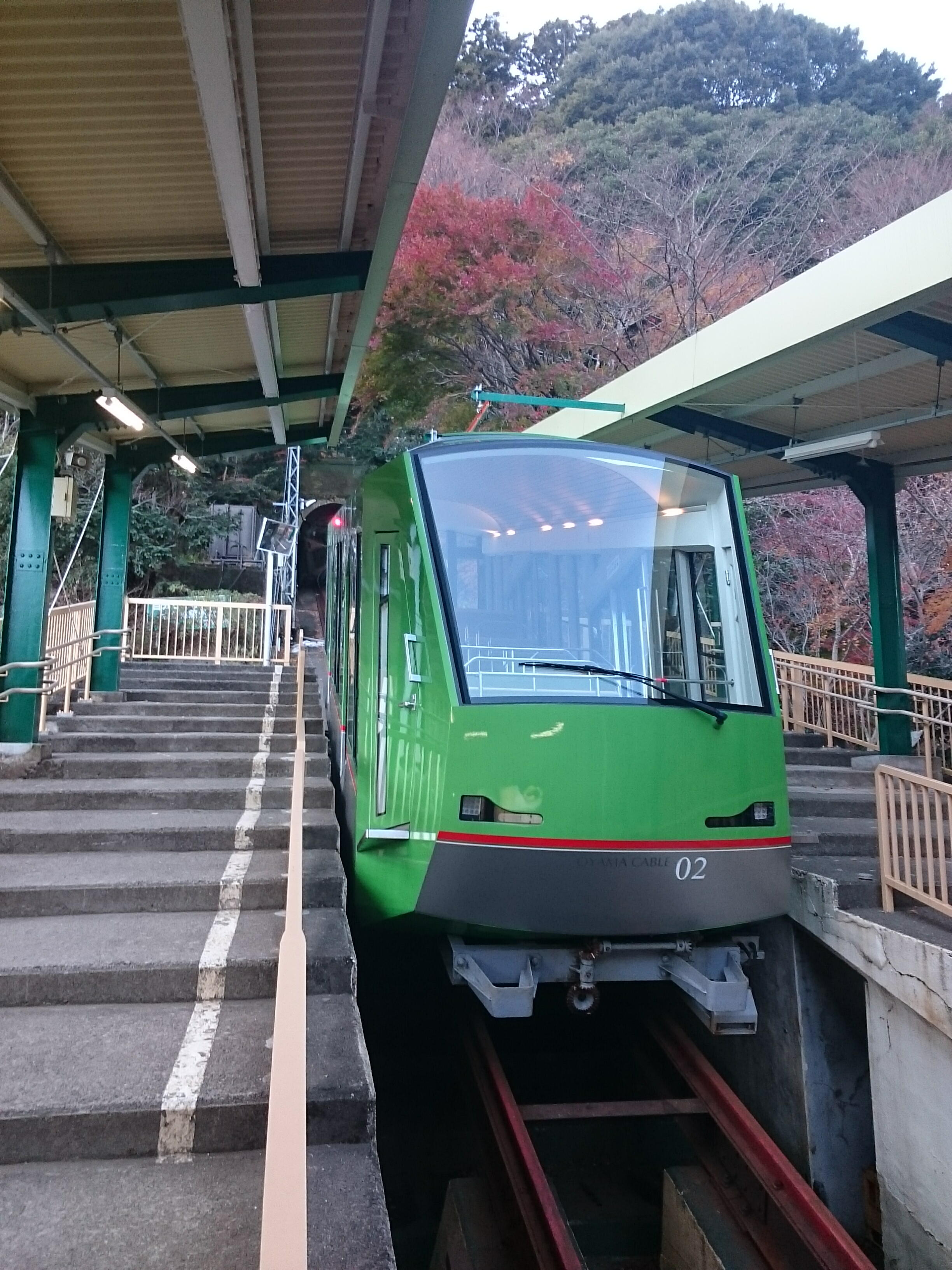
Un des deux véhicules en gare basse d'Ōyama Cable.

Le funiculaire se compose d'une voie unique avec évitement central et possède une gare intermédiaire.

## Histoire
Le funiculaire ouvre en août 1931.

## Caractéristiques

### Ligne
- Longueur : 0,8 km
- Dénivelé : 278 m
- Pente : 47,7 %
- Écartement rails : 1 067 mm
- Nombre de gares : 3

### Liste des gares
| Gare        | Nom japonais | Distance (km) | Altitude (m) | Localisation |
| ----------- | ------------ | ------------- | ------------ | ------------ |
| Ōyama Cable | 大山ケーブル | 0             | 400          | Isehara      |
| Ōyamadera   | 大山寺       | 0,4           | 512          | Isehara      |
| Afurijinja  | 阿夫利神社   | 0,8           | 678          | Isehara      |

## Matériel roulant
Les deux véhicules actuels ont été installés en 2015 et ont été conçus par l'agence Noriaki Okabe Architecture.